# Datactivisme
Ne doit pas être confondu avec Activisme de l'information.
 (mai 2022).
 (mai 2022).
 (mai 2022).
La mise en forme du texte ne suit pas les recommandations de Wikipédia : il faut le « wikifier ».
Les points d'amélioration suivants sont les cas les plus fréquents. Le détail des points à revoir est peut-être précisé sur la page de discussion.
- Les titres sont pré-formatés par le logiciel. Ils ne sont ni en capitales, ni en gras.
- Le texte ne doit pas être écrit en capitales (les noms de famille non plus), ni en gras, ni en italique, ni en « petit »…
- Le gras n'est utilisé que pour surligner le titre de l'article dans l'introduction, une seule fois.
- L'italique est rarement utilisé : mots en langue étrangère, titres d'œuvres, noms de bateaux, etc.
- Les citations ne sont pas en italique mais en corps de texte normal. Elles sont entourées par des guillemets français : « et ».
- Les listes à puces sont à éviter, des paragraphes rédigés étant largement préférés. Les tableaux sont à réserver à la présentation de données structurées (résultats, etc.).
- Les appels de note de bas de page (petits chiffres en exposant, introduits par l'outil «  Source ») sont à placer entre la fin de phrase et le point final[comme ça].
- Les liens internes (vers d'autres articles de Wikipédia) sont à choisir avec parcimonie. Créez des liens vers des articles approfondissant le sujet. Les termes génériques sans rapport avec le sujet sont à éviter, ainsi que les répétitions de liens vers un même terme.
- Les liens externes sont à placer uniquement dans une section « Liens externes », à la fin de l'article. Ces liens sont à choisir avec parcimonie suivant les règles définies. Si un lien sert de source à l'article, son insertion dans le texte est à faire par les notes de bas de page.
- La présentation des références doit suivre les conventions bibliographiques. Il est recommandé d'utiliser les modèles {{Ouvrage}}, {{Chapitre}}, {{Article}}, {{Lien web}} et/ou {{Bibliographie}}. Le mode d'édition visuel peut mettre en forme automatiquement les références.
- Insérer une infobox (cadre d'informations à droite) n'est pas obligatoire pour parachever la mise en page.

Pour une aide détaillée, merci de consulter Aide:Wikification.
Si vous pensez que ces points ont été résolus, vous pouvez retirer ce bandeau et améliorer la mise en forme d'un autre article.

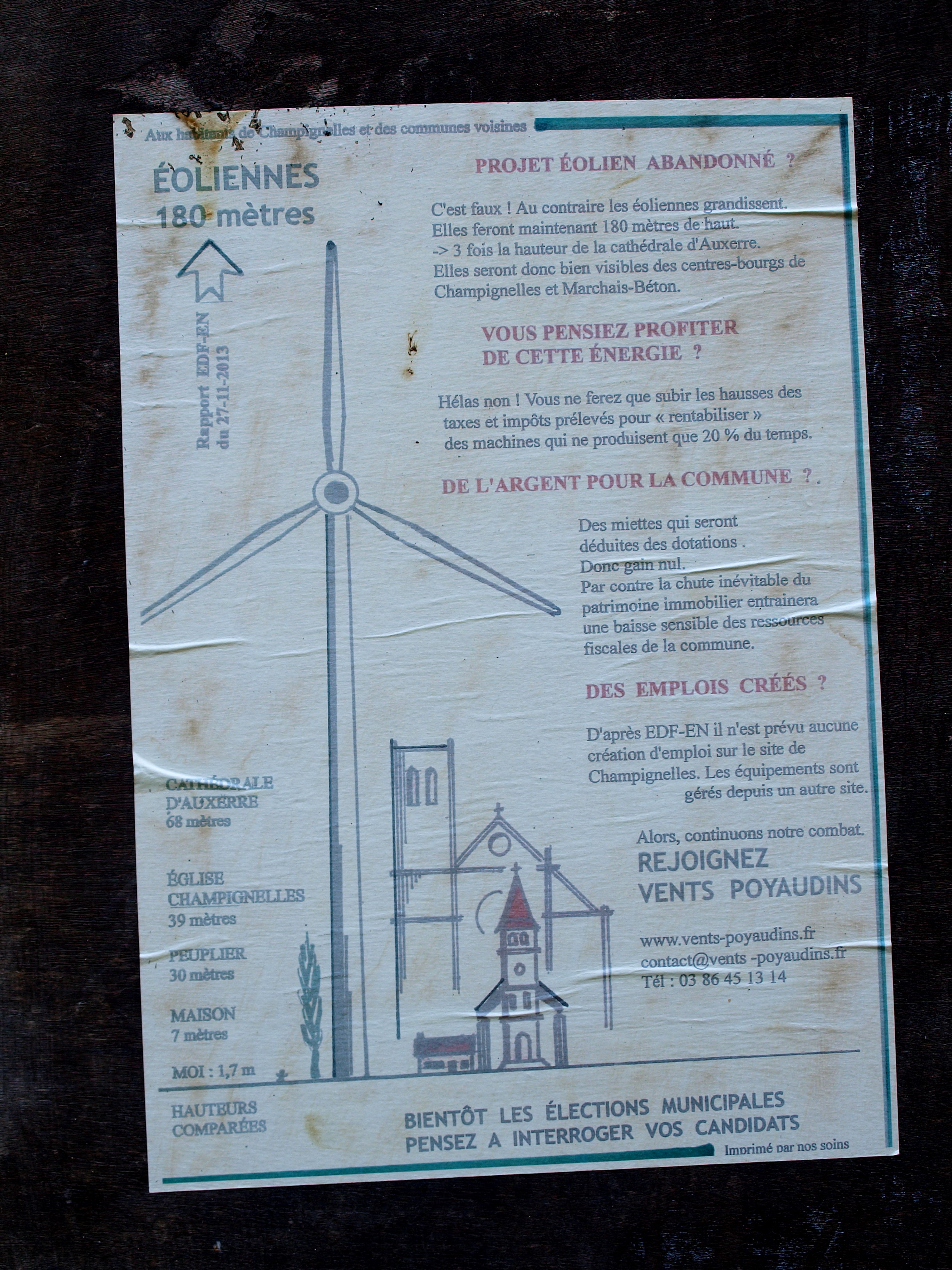
Affiche contestant un projet de construction d'éoliennes à Champignelles (Yonne, France) en 2014.

Le datactivisme (littéralement « data activisme ») est un mot valise formé par la fusion du terme anglais data (donnée) et du mot « activisme ». Il désigne une forme de militantisme, notamment sur Internet, dont l'objectif est de plaider un changement grâce à la diffusion de certaines données, notamment statistiques (statactivisme).

## Par pays

### France
En France, le terme est encore méconnu malgré l'existence de plusieurs mouvements sociaux qui pourraient s'y apparenter.
En France, la société coopérative et participative DatActivist s'est organisée autour de cette notion. Créée en 2016, son objectif est d'ouvrir les données, les rendre utiles et exploitables. DatActivist travaille avec différentes ONG, administrations, laboratoires de recherches, sociétés privées… qui souhaitent publier, réutiliser ou faire réutiliser des données. Elle effectue différentes actions auprès de ces organisations afin de former, vulgariser ou accompagner autour d'une stratégie d'open data. À l'origine, la société souhaite combattre les omissions volontaires d’informations et les limites des données (agrégées, obsolètes ou inutilisables). En 2008, DatActivist et Greenpeace se sont mobilisés afin qu'un menu végétarien au minimum par semaine soit disponible dans les cantines scolaires. Pour cette enquête nommée “Y a-t-il trop de viande à la cantoche ?”, Greenpeace a recueilli 12 000 réponses auprès de 3 200 villes françaises. Les résultats révèlent que 69% des enfants sont obligés de manger de la viande ou du poisson presque tous les jours. Les journalistes ont largement relayé la campagne. Elle s’est soldée par la loi Egalim de 2018, obligeant l’instauration d’un menu végétarien par semaine.[pertinence contestée]